# 老樟母女樹
23°56′46″N 120°38′09″E / 23.946177°N 120.635799°E
老樟母女樹，是位於臺灣南投縣南投市鳳山里、八卦台地縣道139號旁的樟樹與杜英，被當地人視為神樹、母女樹。

## 樹況
沿縣道139號至南投縣與彰化縣交界的八卦台地的彰化市鳳山里，便可望見一棵高聳的樟樹。身旁的小樹是臺灣原生種杜英，曾被誤會是楠木。地方附會的傳說是這兩棵樹原是一對相依為命的母女，遭暴雨侵襲後化身樹。
鳳山里在日治時期因有多棵樟樹，舊稱「樟普寮」，後大量開發土地，導致樟樹幾乎被砍伐殆。據世居當地的前南投縣議會議長張振傳表示，日本政府時代大量砍伐樟樹提煉樟腦油，但此樹當時為恐觸犯神明，不敢砍伐，倖得留存至今。縣政府將此樟樹列為第6號的珍貴老樹。
1995年，南投市公所將此樹與猴探井、南投鳳山寺、南投荔枝王列為八卦山風景區的遊憩定點，委由建築師規劃相關遊憩設施。次年，縣府在老樟母女樹此完成木製結構的景觀平台，設有夜間水銀燈。解說牌寫樟樹約250年樹齡，高25公尺，胸徑2.1公尺，胸圍7.1公尺、樹冠幅約500平方公尺。2004年，因地屬私人所有，市公所無錢徵收只好將平台拆除。該年報導，樟樹因樹根掏空、腐朽，樹洞還成了狗窩。
2019年7月3日，福田樹醫團隊開始治療樟樹。